# Lezlie Deane
Lezlie Deane, właśc. Lezlie Denise Lonon (ur. 1 czerwca 1964 w Corsikanie w stanie Teksas, USA) – amerykańska aktorka występująca przede wszystkim w telewizji.